# آرتور آلمن
آرتور آلمن (انگلیسی: Arthur Allman؛ ۲۴ دسامبر ۱۸۹۰ – ۱۹۵۶ (۶۵−۶۶ سال)) بازیکن فوتبال اهل بریتانیا بود.
از باشگاه‌هایی که در آن بازی کرده است می‌توان به باشگاه فوتبال ولورهمپتون واندررز، باشگاه فوتبال سوانزی سیتی، باشگاه فوتبال منچستر یونایتد، و باشگاه فوتبال شروزبری تاون و باشگاه فوتبال میلوال اشاره کرد.